# Eurovea Tower
De Eurovea Tower is een wolkenkrabber in Bratislava (Slowakije). Het gebouw heeft een hoogte van 168 meter en is daarmee het hoogste gebouw van het land. De Eurovea Tower werd geopend in 2022 en behoort tot de hoogste woontorens van Centraal-Europa. 

## Bouw
De bouw van de wolkenkrabber begon in maart 2019 en werd volledig voltooid in het najaar van 2023. De toren bevat 408 appartementen en 1.400 parkeerplaatsen. De ontwikkelaar is multinational J&T Real Estate (JTRE) en de architect GFI Architectúra. Het gebouw maakt deel uit van het Eurovea-complex, bestaande uit winkelcentra, residentiële gebouwen, kantoorgebouwen en restaurants.

## Afbeeldingen

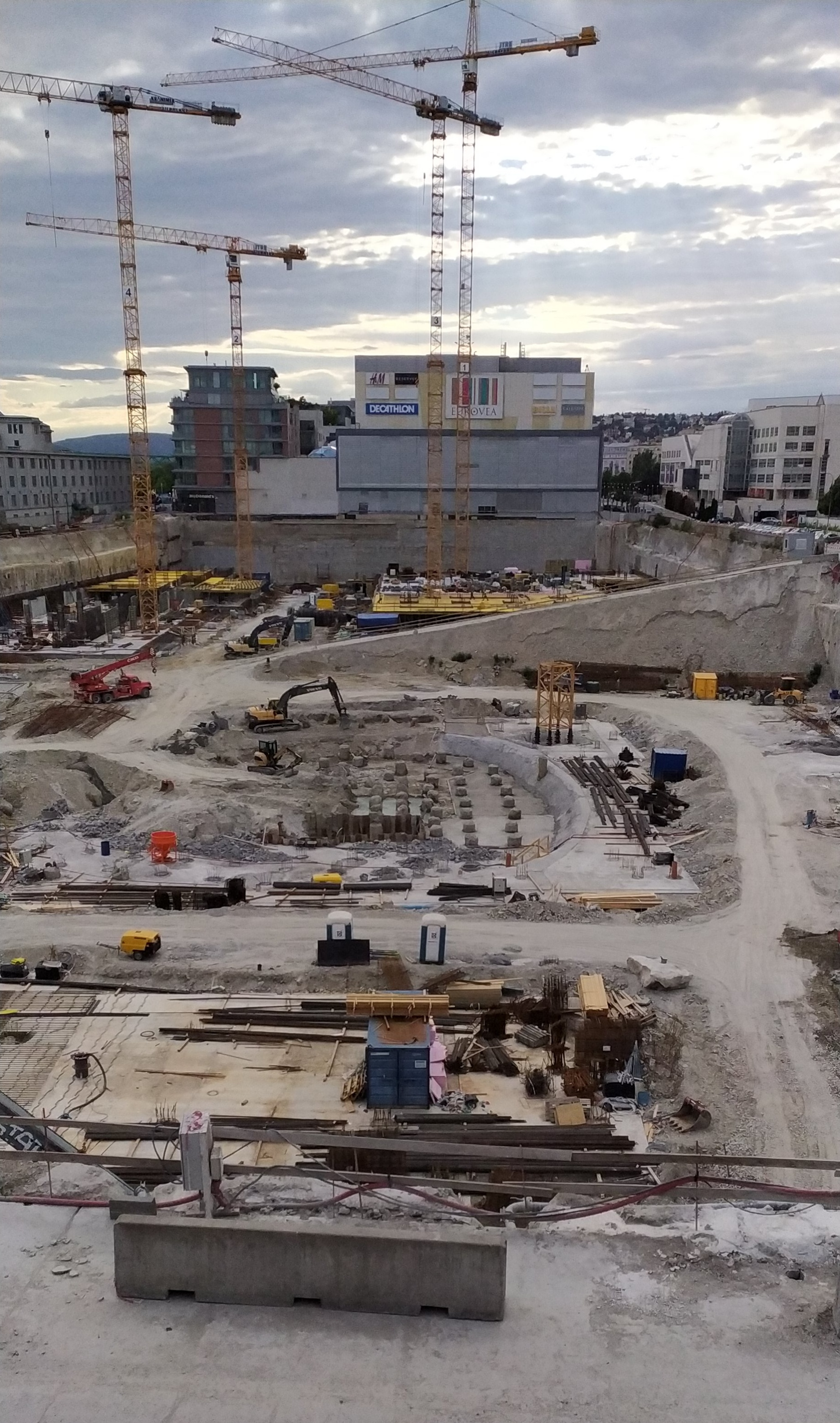
Bouw van de Eurovea-Tower in 2020
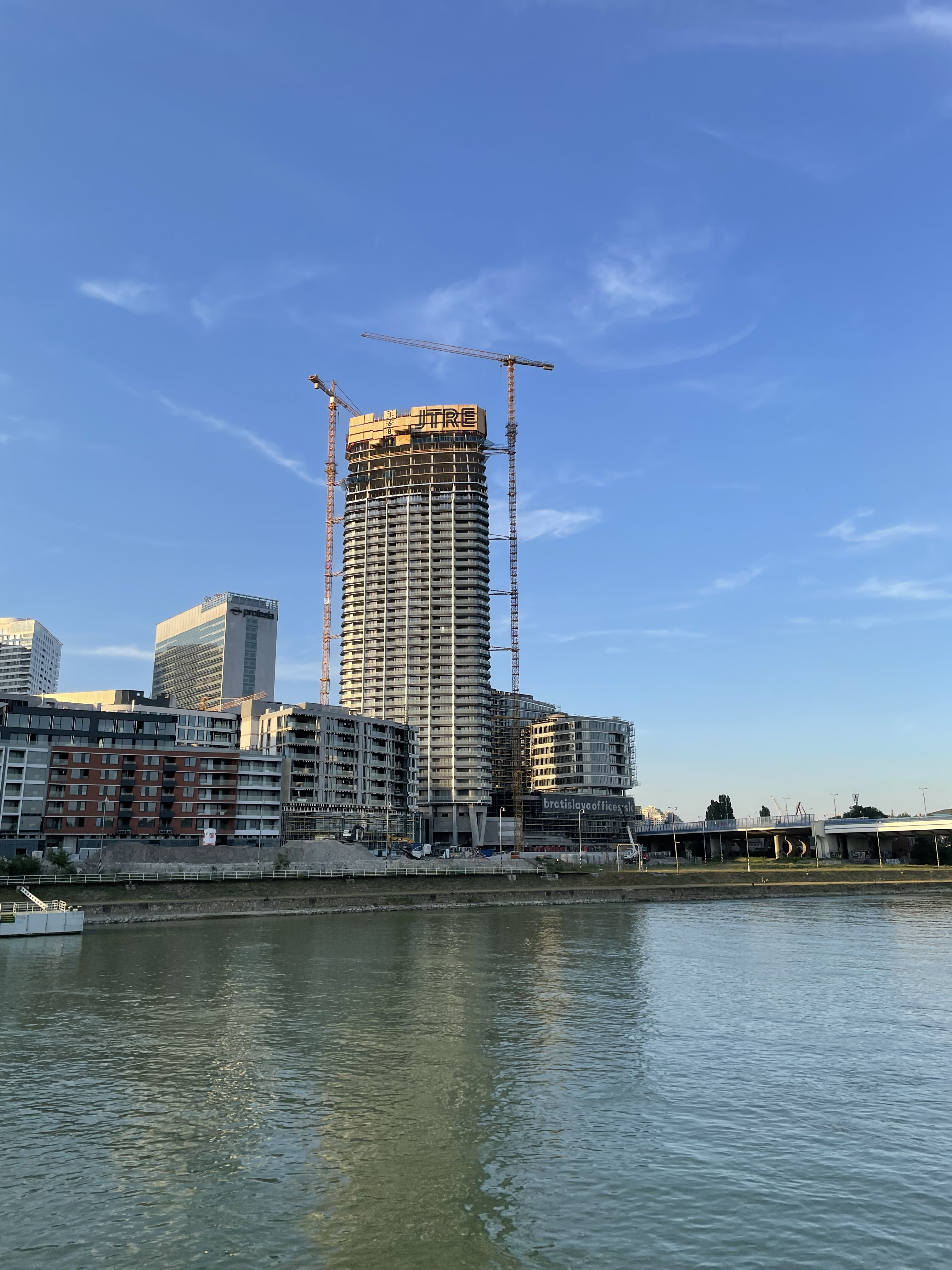
Bouw van de Eurovea-Tower in 2022
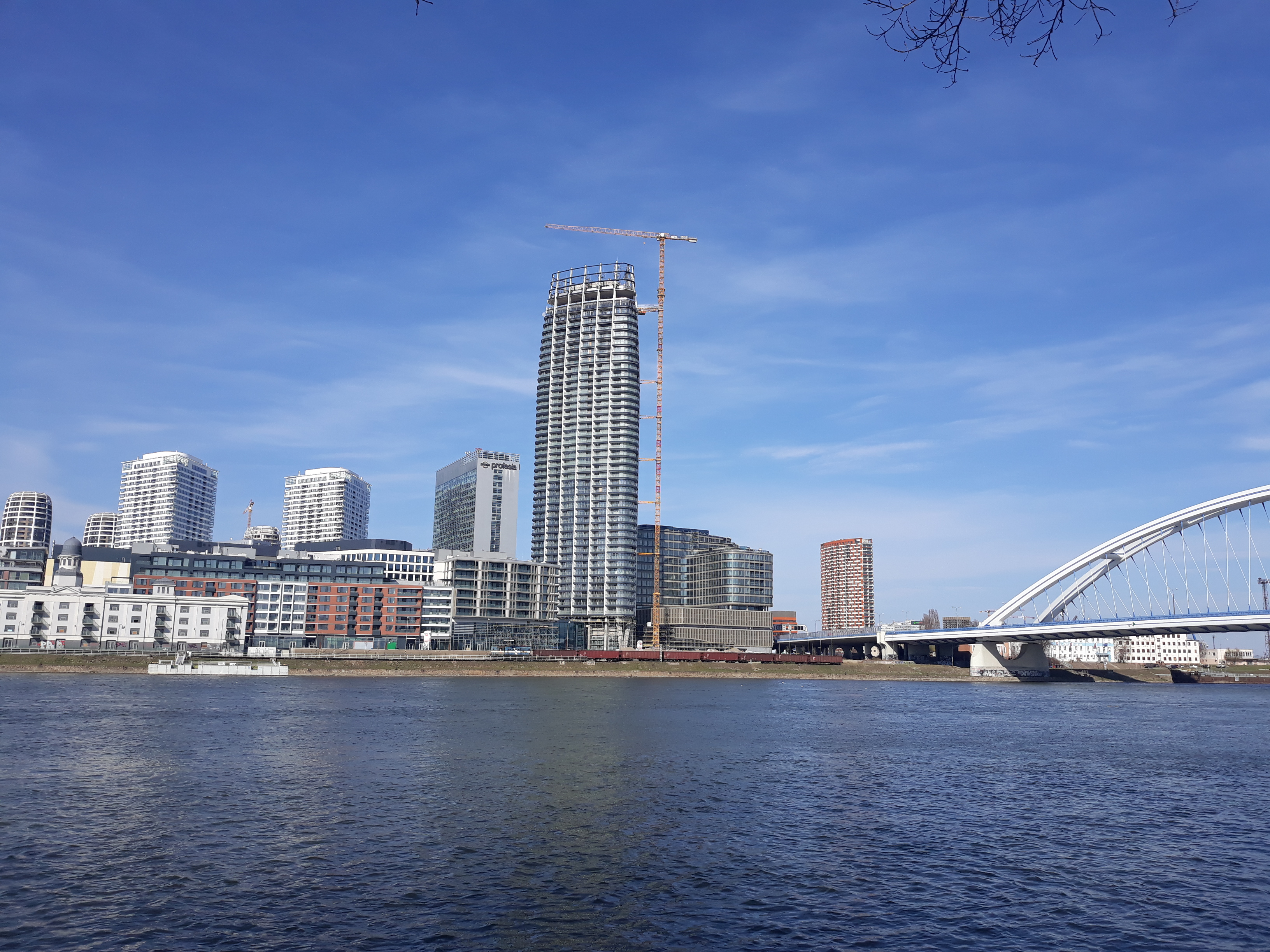
Bouw van de Eurovea-Tower in 2023